# RePhormula
RePhormula è un album degli Ephel Duath.

## Tracce
1. Embossed
2. The Greyness Grows Already Old
3. Danza
4. A Flickering Warmth
5. Myriad
6. Phormula
7. The Blow's Rhymer
8. Insomnia's Desert
9. Embossed (On the Corpse)
10. Instinkt
11. Opera I (1998 demo)
12. Adulta Hieme: The Magnificence (1998 demo)
13. Falling... (1998 demo)

## Formazione
- Giuliano Mogicato - voce, chitarra, basso, sintetizzatore
- Davide Tiso - chitarra, voce, sintetizzatore